# Port de Llo
Le port de Llo, situé à 1 579 m d'altitude, est un col de montagne routier des Pyrénées, en Haute-Cerdagne, dans le département des Pyrénées-Orientales.

## Géographie

### Localisation
Entre Llo au sud et Eyne au nord, le port de Llo, matérialisé par un aqueduc pour le rec de la Rondola, est situé sur la commune de Llo dans le périmètre du parc naturel régional des Pyrénées catalanes.

### Accès
Il est emprunté par la route départementale 33.

## Activités

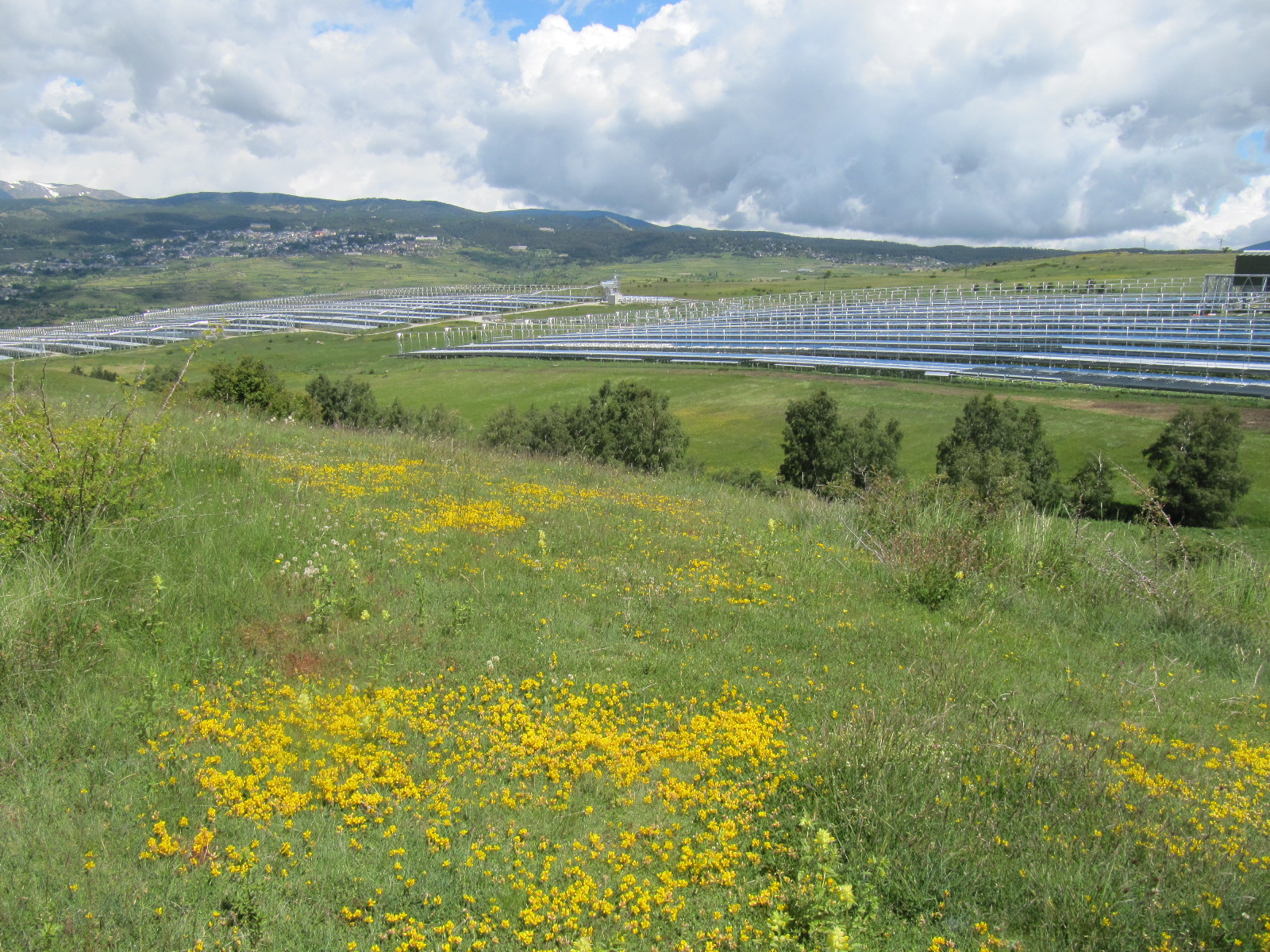
Centrale solaire Ello.

### Randonnée
Le col est emprunté par le sentier de grande randonnée 36 reliant la Manche à la mer Méditerranée, et le GRP du Tour de Cerdagne.

### Énergie solaire
Au nord du col se trouve le site de la centrale solaire thermodynamique Ello de 9 MW électriques de type linéaire Fresnel avec près de 153 200 m2 de miroirs répartis sur 33 ha qui suivent la course du soleil pour chauffer de longs tubes fixes et produire de la vapeur d'eau. Lors de son inauguration en septembre 2019, c'était la première centrale solaire au monde pouvant stocker de l'énergie.